# Circondario di Piazza Armerina
Il circondario di Piazza Armerina era uno dei tre circondari in cui era suddivisa la provincia di Caltanissetta, esistito dal 1861 al 1927.

## Storia
Con l'Unità d'Italia (1861) la suddivisione in province e circondari stabilita dal Decreto Rattazzi fu estesa all'intera Penisola.
Il circondario di Piazza Armerina fu abolito, come tutti i circondari italiani, nel 1927, nell'ambito della riorganizzazione della struttura statale voluta dal regime fascista. Il territorio circondariale divenne parte della nuova provincia di Enna.

## Suddivisione
Nel 1863, la composizione del circondario era la seguente:
1. Mandamento I di Aidone
  - Aidone
2. Mandamento II di Barrafranca
  - Barrafranca
3. Mandamento III di Calascibetta
  - Calascibetta, Villarosa
4. Mandamento IV di Castrogiovanni
  - Castrogiovanni
5. Mandamento V di Piazza Armerina
  - Piazza Armerina
6. Mandamento VI di Pietraperzia
  - Pietraperzia
7. Mandamento VII di Valguarnera
  - Valguarnera